# Terran Petteway
Terran Petteway (Galveston, Texas; 8 de octubre de 1992) es un baloncestista estadounidense que pertenece a la plantilla del Hapoel Eilat B.C. de la Ligat ha'Al israelí. Con 1,98 metros de estatura, juega en la posición de escolta.

## Trayectoria deportiva
Petteway es un escolta estadounidense que dio sus primeros pasos en Texas Tech University, para después dar el salto a la Universidad de Nebraska. En Nebraska ya se pudo intuir el potencial anotador de este tirador nato nacido en Texas, pues promedió algo más de 18 puntos en sus dos campañas en el Medio Oeste. Tras su paso por la D-League, The Flexx Pistoia decidió apostar por él.
El agosto de 2016 fichó por el Pistoia Basket 2000 de la liga italiana. En las primeras jornadas de la Lega, metió 43 puntos en la victoria de The Flexx Pistoia ante Dolomiti Energia Trentino. A esos 43 puntos hay que añadirles 7 rebotes, 3 asistencias y una recuperación.
En la temporada 2022-23, firma por el Hapoel Eilat B.C. de la Ligat ha'Al israelí.